# مصطفى شحدة
مصطفى شحدة أبو رمح (مواليد 5 فبراير 1978) لاعب كرة قدم أردني من أصل فلسطيني يجيد اللعب في مركز الوسط الهجومي مع نادي سحاب في دوري الدرجة الأولى الأردني.

## روابط خارجية
- مصطفى شحدة على موقع قاعدة بيانات كرة القدم.إي يو (الإنجليزية)
- مصطفى شحدة على موقع ناشيونال فوتبول تيمز (الإنجليزية)
- مصطفى شحدة على موقع كووورة
- اللاعب مصطفى شحدة على موقع كووورة.